# KV27
KV27 (Kings' Valley № 27) — древнеегипетская гробница в Долине царей, которую обнаружили, как и многие другие, до 1832 года. Владелец гробницы неизвестен, предположительно представитель не царской семьи.

## Расположение и архитектура
Усыпальница расположена вблизи гробниц KV21 и KV28 и не украшена росписями или иероглифическими надписями. Входная шахта соединена через коридор с камерой, от которой ответвляются дополнительные три камеры. Одна ориентирована в южном направлении, две оставшиеся — в западном. Усыпальница размером 91,87 м2 сконструирована подобно гробницам KV5, KV12 и KV30. Особенность кладки восточной стены Южной камеры указывает на признаки планирования здесь ещё одной камеры либо ниши.

## Исследования
Усыпальница, предположительно, обнаружена Джованни Бельцони и Джоном Гарднером Уилкинсоном (1825—1828), хотя это не отмечено на их картах. Краткое описание оставил Эжен Лефебюр. В гробнице не проводились раскопки до начала работ в 1990 году специалистов из Pacific Lutheran University под руководством Дональда П. Райана. Установлено, что гробница подвергалась затоплению не менее 7 раз, и вода в некоторых залах порою достигала потолка.

## Находки и датировка
Лефевр упомянул останки мумии «неопределённого возраста», но не описал их подробнее. В одной западной камере Bc найдена керамика времён правления фараонов Тутмоса IV и Аменхотепа III.
Точную датировку строительства гробницы установить сложно. В связи с близким расположением гробницы к усыпальницам KV20 (Тутмоса I и Хатшепсут) и KV43 (Тутмоса IV) и схожестью планировки время строительства гробница может относиться к XVIII династии (Новое Царство).